# Peter Lüscher
Peter Lüscher (Romanshorn, 14 de octubre de 1956) es un deportista suizo que compitió en esquí alpino. Su esposa, Fabienne Serrat, compitió en el mismo deporte.
Ganó una medalla de plata en el Campeonato Mundial de Esquí Alpino de 1982, en la prueba combinada.
En la Copa del Mundo consiguió seis victorias y veinticinco podios en total. Ganó la clasificación general de la Copa del Mundo en 1979.
Participó en dos Juegos Olímpicos de Invierno, en los años 1976 y 1980, ocupando el octavo lugar en Innsbruck 1976, en la prueba de eslalon.

## Palmarés internacional
| Campeonato Mundial | Campeonato Mundial   | Campeonato Mundial | Campeonato Mundial |
| Año                | Lugar                | Medalla            | Prueba             |
| ------------------ | -------------------- | ------------------ | ------------------ |
| 1982               | Schladming (Austria) | Medalla de plata   | Combinada          |